# Nominalizmus
A nominalizmus (a latin nomen (név) szóból származik), középkori filozófiai irányzat, amely az általános fogalmakat csupán az egyedi tárgyak neveinek tekintette.
A nominalizmus – ami a realizmus ellentéte – azt állította, hogy valóságosan csak az egyes partikulárék, egyedi tulajdonságokkal rendelkező dolgok léteznek. Az általános, univerzális fogalmak pedig úgy keletkeznek, hogy gondolkodásunkkal a dolgokról elvonatkoztatunk, ezért ezek az univerzálék nem létezhetnek a dolgoktól függetlenül, csupán csak az emberi szellemben.
A nominalizmus arisztotelészi gyökerekből táplálkozott, aki azt állította, hogy a létező nem más, mint szubsztancia.
Roscellinus szerint az univerzáliák nem mások, mint puszta szavak.
A 11-14. század ismert nominalista gondolkodói voltak Roscellinus, William Ockham.
A modern nominalizmus szerint a tulajdonságok nem nyelvi entitások, hanem dolgok osztályai segítségével értelmezhetők. Az osztályok nem léteznek az őket alkotó dolgok nélkül.